# Wojna lazycka
Wojna lazycka, wojna kolchidzka, znana także jako wielka wojna o Egrisi (gruziński: ეგრისის დიდი ომი, Egrisis Didi Omi) miała miejsce w latach 541–562. Stronami walczącymi było Imperium Bizantyjskie i Sasanidzka Persja, kwestią sporną: kontrola nad Lazyką, królestwem leżącym w zachodniej części współczesnej Gruzji. Działania wojenne ciągnęły się przez ponad 20 lat ze zmiennym szczęściem dla obydwu stron. Wojna lazycka była częścią większych walk, toczących się nie tylko na terenie Zakaukazia, ale także w Mezopotamii i Syrii. Ostatecznie podpisano pokój na mocy którego wracano do stanu sprzed wojny. Najważniejszymi źródłami dotyczącymi konfliktu są prace Prokopiusza z Cezarei i Agatiasza Scholastyka.

## Tło konfliktu
Lazyka leżąca na wschodnim wybrzeżu Morza Czarnego była strategicznie ważnym obszarem, umożliwiającym kontrolę nad wieloma przejściami przez Kaukaz i jako taka leżała w sferze zainteresowań obydwu bliskowschodnich mocarstw: Bizancjum i Persji. Po wojnie iberyjskiej Persowie uznali rzymską kontrolę nad Lazyką, ale w 541 roku wybuchł tam bunt miejscowego władcy, Gubazesa II, który sprzeciwiał się próbom stworzenia stałej, cesarskiej administracji na swoich ziemiach widząc w tym prostą drogę do aneksji i całkowitej utraty władzy. Gubazes II rozpoczynając rebelię zwrócił się do Persów z prośbą o interwencję, a król Chosrow, który uporał się już z problemami wewnętrznymi, które zmusiły go w 532 roku do podpisania traktatu pokojowego z Bizancjum uznał ten fakt za świetną okazję do rozszerzenia swoich wpływów i osłabienia głównego rywala, z którym od 540 roku toczył walki na terenie Syrii i Mezopotamii.
Chosrow przed 541 rokiem dokonał ważnej dla stabilności swojego państwa reformy administracyjnej i militarnej. Podzielił rządzone przez siebie obszary na cztery wielkie okręgi, zwane marzbanatami, których namiestnicy nosili tytuł królewski. Władza w każdym z tych regionów była podzielona między trzech dostojników, oprócz marzbana byli tam także zwierzchnik sił zbrojnych i urzędnik do spraw cywilnych. Taki podział zapobiegał skupieniu całej władzy w rękach jednej osoby, a więc eliminował konkurencję dla szacha. Dokonał również reorganizacji armii, inwestując ogromne sumy pieniędzy w zwiększenie walorów bojowych swoich oddziałów i wzmacniając kontrolę nad uzbrojeniem i wyszkoleniem żołnierzy.
Tymczasem Bizancjum było pochłonięte programem rewindykacji zachodnich ziem cesarstwa i to tam skupiała się większość militarnego i dyplomatycznego wysiłku cesarstwa. Kampanie przeciwko Wandalom, Berberom, Ostrogotom i Wizygotom zakończyły się sukcesami, ale pochłonęły dużo pieniędzy i ofiar, osłabiając tym samym zdolność obrony wschodnich granic. W 540 roku wojska Chosrowa uderzyły na Syrię, rozpoczynając tym samym wojnę.

## Przyczyny
Lazyka, zwana też Kolchidą odgrywała bardzo ważną rolę w polityce i gospodarce cesarstwa Bizantyjskiego. Była ważnym źródłem niewolników, wina i skór sprzedawanych później w innych prowincjach. Zwierzchność nad Lazyką ułatwiała również obronę Bliskiego Wschodu przez koczowniczymi plemionami ze Stepu Pontyjskiego. Zależność tego królestwa od Rzymu polegała na osadzaniu na jego tronie królów wskazanych przez cesarza. Nie musieli płacić trybutu, a ich obowiązkiem było stanie na straży przełęczy kaukaskich i współdziałanie z wojskami Rzymian.
Kiedy Iberia dostała się w ręce Sasanidów Konstantynopol uznał za stosowne wzmocnić kontrolę nad strategicznie dlań ważną Lazyką. Zadanie to padło na Jana Tzibusa, dowódcę wojsk rzymskich w tym regionie, rezydującego w fortecy zwanej Petra. Człowiek ten jednak okazał się niekompetentny i realizował raczej własne interesy, zmuszając miejscowych do kupowania produktów rzymskich po zawyżonych cenach i specjalnych opłat, a w razie oporu był bezwzględny.
Gubazes II, król Lazyki, widząc w działaniach Rzymian dążenie do aneksji, wysłał poselstwo do Chosrowa, zwracając się do niego z prośbą o interwencję i obiecując mu podporządkowanie w razie udzielenia pomocy. Dwór perski od dawna zainteresowany był Lazyką, uzyskanie kontroli nad tą krainą, pomogłoby Persom w skuteczniejszej obronie przełęczy Kaukaskich, umożliwiłoby przejęcie tamtejszych szlaków handlowych, a także dawało dostęp do Morza Czarnego, dzięki któremu mogliby zagrozić samej stolicy swych największych rywali - Konstantynopolowi. Chosrow przyjął poselstwo Gubazesa bardzo łaskawie i zgodził się na projekt współdziałania przeciwko Cesarstwu. Pod pretekstem wizytacji Iberii ruszył w 541 roku na czele wojsk na Zakaukazie.

## Wojna

### Pierwszy etap
Dzięki lazyckim przewodnikom, prowadzącym jego wojska ukrytymi wąwozami i rzadko uczęszczanymi przełęczami, wyprawę udało się zachować w tajemnicy aż do momentu dotarcia do Lazyki. Na miejscu doszło do spotkania Chosrowa z Gubazesem i omówienia szczegółów sojuszu. Najważniejszym celem była wspomniana wcześniej Petra, główna forteca rzymska na tych terenach, zapewniająca im kontrolę nad ziemiami położonymi na wschodnim wybrzeżu Morza Czarnego. Zwiad dowodzony przez dostojnika o imieniu Aniabedes zbadał okolice Petry i poinformował szacha iż miejsce wygląda na zupełnie opuszczone, prawdopodobnie więc Rzymianie dowiedzieli się już o nadciągających wojskach i wycofali się na tereny cesarstwa. Po dotarciu na miejsce głównych sił Persowie, przekonani o nieobecności wroga, próbowali zająć twierdzę, nie zachowując środków ostrożności. Przy wyważaniu bram okazało się jednak że Petra nie została opuszczona, a Rzymianie zaatakowali przeciwnika z zaskoczenia zadając mu duże straty i zmuszając do wycofania się na dużą odległość. Dowódca zwiadu, Aniabedes, został uznany winnym niepowodzenia i skazany na śmierć przez szacha.
Chosrow, mimo początkowego niepowodzenia nie dał za wygraną, rozpoczęło się więc regularne oblężenie. Twierdza była silnie ufortyfikowana i zbudowana w dogodnym do obrony miejscu. Persowie mieli jednak znaczną przewagę liczebną, poza tym mogli liczyć na dostawy żywności i uzbrojenia, upadek Petry był więc, jak to napisał Prokopiusz "nieunikniony". Sytuacji Rzymian nie polepszał fakt iż ich dowódca, Jan Tzibus, zginął w pierwszych dniach walk, raniony strzałą. Jego śmierć spowodowała znaczny spadek morale wśród żołnierzy. Głównym problemem oblegających był utrudniony dostęp do murów, chronionych przez dwie wieże strzelnicze. Persowie zaczęli więc kopać pod jedną z nich, wyciągając kamienne fundamenty i zastępując je drewnianymi belkami. Na koniec zostały one podpalone, co spowodowało zawalenie się konstrukcji nad nimi. Zburzenie wieży było czynnikiem decydującym o losach walki. Rzymianie nie widząc szans dalszej obrony skapitulowali i wydali Petrę Chosrowowi, gdzie osadził własny garnizon. Kilka dni później szach opuścił Lazykę, znajdującą się teraz pod jego zwierzchnością. Było to konieczne, gdyż Belizariusz wkraczał właśnie na czele bizantyjskiej armii do Mezopotamii i Chosrow musiał wziąć udział w organizowaniu obrony. Upadek Petry kończy pierwszy etap wojny lazyckiej, dalsze walki toczyć się będą na terenach Syrii, Armenii i Mezopotamii.

### Drugi etap
Mieszkańcy Lazyki szybko zdali sobie sprawę iż Persowie wcale nie są lepsi od Bizantyjczyków, a co gorsza wyznają inną religię i nieprzychylnym okiem patrzą na chrześcijaństwo będące tu wyznaniem dominującym. Chosrow nie dotrzymał słowa danego Gubazesowi i prawdopodobnie dążył do ściślejszego związania Lazyki z Persją, sprowadzając nad Morze Czarne perskich osadników, którzy zajmowali tereny po wypędzanych przez wojska szacha tubylcach. Razem z osadnikami przybywali magowie, którzy obawiając się konkurencji dla zoroastryzmu (w VI wieku chrześcijaństwo dość prężnie rozwijało się na terenach państwa Sasanidów) zaczęli zwalczać kościół. Gubazes II, dowiedziawszy się o planowanym spisku na jego życie, pośpiesznie wysłał posłów do Justyniana, błagając o przebaczenie zdrady i pomoc wojsk bizantyjskich. W 549 roku cesarz wysłał mu z pomocą około 7 000 żołnierzy z Dagisteuszem jako dowódcą. Do tych wojsk przyłączyło się także kilkuset wojowników z plemion kaukaskich, które weszły w konflikt z Persją.
Wyprawa ta nie była łatwym zadaniem, gdyż Lazyka była w mniemaniu Chosrowa terytorium strategicznym. Zadbał on więc o zbudowanie drogi łączącej ją z resztą swego imperium, co umożliwiało nie tylko handel, ale też dostarczenie posiłków wojskowych w krótkim czasie, gdyby zaszła taka potrzeba. Również zdobyta na Rzymianach Petra została odbudowana, a jej obwarowania wzmocnione. Dowódcy perscy zadbali o wyposażenie twierdzy i to zarówno w żywność jak i broń i uzbrojenie. Gdy Dagisteusz rozpoczął oblężenie, garnizon Petry liczył około 1 500 perskich żołnierzy. Dowódca rzymski, chcąc uniknąć ataku ewentualnych posiłków, podzielił swoje wojska, tak aby część z nich ochraniała przełęcze i drogę wybudowaną na rozkaz Chosrowa. Oblężenie jednak przeciągało się, a szturmy, choć powodowały dotkliwe straty wśród Persów, to jednak nie przynosiły efektu.
Informacje o oblężeniu dotarły na dwór perski i Chosrow rozkazał jednemu ze swoich generałów, Mir-Miroe, wyruszyć na odsiecz Petrze. Mając za sobą liczną armię, udało mu się pokonać Rzymian ochraniających wojska Dagisteusza i dotrzeć do Lazyki. Gdy Bizantyjczycy dowiedzieli się o nadciągających Persach, podjęli decyzję o przerwaniu oblężenia i wycofaniu się w stronę Azji Mniejszej. Po przybyciu na miejsce Mir-Miroe wzmocnił garnizon Petry i pozostawił w Lazyce około 5 000 zbrojnych, mających za zadanie zapewniać twierdzy zaopatrzenie, po czym ruszył do Persarmenii. Jak się jednak okazało siły rzymskie nie wycofały się całkowicie i Dagisteusz razem z wojskami Gubazesa II zaatakowali niespodziewanie obóz Perski, totalnie niszcząc ów pięciotysięczny oddział. Po tym sukcesie wódz rzymski rozkazał zbudować i obsadzić forty na wschodnich przełęczach Lazyki.
Wiosną 550 roku Persowie, dowodzeni przez Chorianesa, powrócili do Lazyki, tym razem rozbijając obóz nad rzeką Hippis. Stacjonujący w Lazyce Dagisteusz uderzył na Chorianesa, doszło do krwawej bitwy, która jednak zakończyła się zwycięstwem Rzymian. Po tym sukcesie wódz rzymski został niespodziewanie odwołany przez cesarza. Jego przeciwnicy oskarżyli go przed Justynianem o zdradę, wskazując iż przerwanie oblężenia Petry było efektem przekupstwa. Dagisteusza zastąpił Bessas, generał walczący dotychczas z Gotami w Italii. Jego pierwszym celem było stłumienie powstania Abchazów, chrześcijańskiego ludu zamieszkującego północną część Lazyki, którzy byli dotychczasowymi poddanymi Gubazesa. Abchazowie w konflikcie między swoim suzerenem a Persją widzieli szansę na zdobycie niepodległości. Rządzeni byli przez dwóch władców i gdy jeden z nich udał się na dwór Chosrowa z prośbami o pomoc, drugi pozostał na miejscu i szykował się do odparcia wojsk rzymskich.
Bessas wysłał przeciwko Abchazom część swojej armii, pod dowództwem Wilganga, który był Herulem z pochodzenia i Jana Ormianina. Przejścia do Abchazji były dobrze bronione i trudne do zdobycia, toteż obydwaj wodzowie zdecydowali się uderzyć z morza. Flota wioząca wojska wyruszyła najprawdopodobniej z Trapezuntu i bez większych trudności dotarła na miejsce. Abchazowie postanowili jednak nie walczyć w pobliżu wybrzeży, a trzymali się terenów wyżynnych, gdzie przeważali nad Rzymianami znajomością terenu i umiejętnością walki w górach. Główne siły władcy Abchazji obozowały w wąwozie łączącym tę krainę z Lazyką. Wilgangowi i Janowi udało się zaskoczyć nieprzyjaciół. Ten drugi skorzystał z pomocy floty i przewiózł podlegającą mu część wojsk na drugą stronę wąwozu, a Wilgang pomaszerował bezpośrednio na Abchazów. Ci nie spodziewając się ataku z dwóch stron zostali dość szybko rozbici co zakończyło rewoltę w Abchazji i na nowo podporządkowywało ten obszar Gubazesowi.
W 550 roku zaczęły się negocjacje między Konstantynopolem a Ktezyfonem. Bessas zaproponował wówczas, że korzystając z rozprężenia wśród Persów zaatakuje i zdobędzie Petrę. Propozycja została przyjęta i Bessas uzyskał zgodę. Mimo iż początkowo udało mu się zaskoczyć przeciwnika, to gdy minął pierwszy szok, Persowie lepiej zorganizowali opór i twierdza broniła się prawie rok, kapitulując dopiero na wiosnę 551 roku. W czasie oblężenia zginął między innymi wspomniany już Jan Ormianin. Mniej więcej w tym samym czasie Mir-Miroe poniósł klęskę pod Archeopolis, choć udało mu się później zając kilka pomniejszych fortec, z myślą o przygotowaniach do nowej ofensywy. Jesienią 551 roku doszło do zawarcia rozejmu na pięć lat między walczącymi mocarstwami. Kwota jaką zgodził się zapłacić Justynian (mówiono o około 2000 kg złota) oburzała opinię publiczną Konstantynopola, podobnie jak fakt iż Perski ambasador, wraz z orszakiem, mógł poruszać się po stolicy bez obstawy, jak gdyby był u siebie. Cesarz jednak nie zmienił zdania. Rozejm nie przerwał działań na terenie Lazyki, gdyż dotyczył tylko Syrii, Mezopotamii i Armenii.
W 552 roku udało się Persom odnieść znaczący sukces. Swanetia, jedna z ziem zależnych od królów Lazyki, którzy decydowali o wyborze tamtejszych książąt, przeszła na stronę Chosrowa i zgodziła się na obecność sasanidzkich wojsk na swoim terenie. W 554 roku zmarł Mir-Miroe, a jego miejsce zajął Nachoragan. W tym samym czasie Gubazes, który wplątał się w konflikt z wspierającymi go rzymskimi dowódcami, wysłał poselstwo do Justyniana, w którym żalił się na ich niekompetencję i opieszałość. Wśród oskarżonych znaleźli się Bessas, Marcin i Rustyk. Reakcją cesarza było zdymisjonowanie Bessasa, ale jednocześnie oddał on naczelne dowództwo nad wojskami rzymskimi w Lazyce w ręce wspomnianego Marcina i nie odwołał Rustyka, który był jego specjalnym wysłannikiem. Pozostali w Lazyce rzymscy dowódcy zawiązali spisek przeciwko Gubazesowi, mający na celu złożenie go z tronu. Aby zabezpieczyć się przed gniewem cesarza, wysłali do Konstantynopola Jana, brata Rustyka, który przekazał Justynianowi sfałszowaną wiadomość, z której wynikało, iż król Lazyki spiskuje z Persami. Zaniepokojony Justynian postanowił wezwać do siebie Gubazesa, polecając przekazanie tej wiadomości Janowi. Wydał również pozwolenie na użycie siły, w razie gdyby Gubazes próbował stawiać opór.
Jan z cesarskimi pełnomocnictwami powrócił do Lazyki i poinformował o nich Rustyka i Marcina. Ci postanowili wciągnąć Gubazesa w pułapkę i posłali do niego z prośbą o stawienie się z wojskiem w celu ataku na twierdzę Onoguris. Miało to miejsce w 554 roku. Przed planowanym atakiem Rzymianie zaprosili króla Lazyki na rozmowy i tam oskarżając go o zdradę, zabili. Morderstwo to wywołało poruszenie wśród mieszkańców Lazyki, a miejscowi możni spotkali się na naradzie, w czasie której debatowali nad dalszymi losami królestwa. Rozważano zmianę sojuszu i przejście na stronę perską, ale pamięć o prześladowaniach religijnych była zbyt świeża, dlatego ograniczono się do wysłania poselstwa do Konstantynopola, w którym oskarżono rzymskich dowódców o zabójstwo. Zgromadzenie możnych wybrało także nowego władcę, młodszego brata Gubazesa, Tzata.
Justynian uznał zarówno wybór nowego króla Lazyki jak i obiecał zająć się sprawą śmierci Gubazesa. W tym celu wysłał na Zakaukazie senatora Atanazjusza, który znajdował się w najbliższym otoczeniu cesarza. Atanazjusz po przybyciu na miejsce uwięził Jana i Rustyka i rozpoczął śledztwo. W międzyczasie doszło do uroczystej koronacji Tzata, a krótko po niej dwaj bracia zostali uznani za winnych i straceni. Marcin, którego wina nie była do końca pewna, został zdymisjonowany, a wodzem został ogłoszony jego kuzyn, Justyn. Działo się to w 555 roku.
Wcześniej, zaraz po zabójstwie Gubazesa, Rzymianie przypuścili atak na Onoguris, który zakończył się zwycięstwem tamtejszego perskiego garnizonu. Marcinowi, który był wówczas jeszcze dowódcą, udało się jednak utrzymać na stanowisku, gdyż krótko po tej klęsce odparł atak Persów na Fasis. W tym samym roku doszło do buntu kilku pomniejszych plemion kaukaskich, które były nominalnymi wasalami królów Lazyki. Upatrując szansy na sukces w pomocy perskiej, pozwoliły sasanidzkim wojskom stacjonować na swoich terenach. Rzymska wyprawa, która miała miejsce zimą 554 roku, oczyściła jednak te tereny z perskich przyczółków, dokonując przy okazji rzezi buntowników. Był to ostatni akt wojny lazyckiej.

### Koniec
W 556 roku wygasł rozejm zawarty w 551 roku. Obydwie strony były wykończone walkami, a Chosrow miał teraz inne problemy, wschodnie granice jego państwa były bowiem zagrożone przez Heftalitów. Wysłał więc posłów do Konstantynopola z ofertą zawarcia rozejmu, który w dłuższej perspektywie miałby przerodzić się w trwały pokój. Negocjacje trwały do 557 roku i zakończyły się sukcesem. Zgodnie z umową wracano do status quo sprzed wojny, a żadna ze stron nie była zobowiązana do trybutu. Tym razem pokój obejmował także Zakaukazie, a więc kończył wojnę lazycką.

## Znaczenie
Wojna zakończyła się powrotem do status quo co było sukcesem Bizancjum, które, mimo iż osłabione sprawami zachodnimi, było w stanie obronić także swoje wschodnie posiadłości. Strategiczna dla Imperium Lazyka, pozostawała w orbicie jego wpływów. W razie gdyby dostała się w ręce Persów, mogłaby znacząco zmienić układ sił na Bliskim Wschodzie. Sasanidzi zyskiwaliby bowiem wówczas dostęp do Morza Czarnego, skąd nie tak trudno bezpośrednio zagrozić stolicy Cesarstwa - Konstantynopolowi.